# Naturschutzgebiet Hinterm Müll
Koordinaten: 51° 16′ 58,3″ N, 8° 19′ 14,2″ O
Das Naturschutzgebiet Hinterm Müll mit einer Flächengröße von 2,92 ha liegt nordwestlich von Köttinghausen im Stadtgebiet von Meschede. Es wurde 2020 vom Kreistag des Hochsauerlandkreises mit dem Landschaftsplan Meschede als Naturschutzgebiet (NSG) ausgewiesen. Von 1994 bis 2020 gehörte die heutige NSG-Fläche zum Landschaftsschutzgebiet Meschede.

## Gebietsbeschreibung
Das NSG erfasst einen Buchenwald aus mittlerem Baumholz. Das NSG liegt am südöstlichen, flachgründigen Oberhang der Höhe 553 zwischen Köttinghausen und dem Astenberg. Der Oberhang wird in seiner Längsausdehnung von einigen Felsrippen aus Ton- und Sandsteinen der mitteldevonischen „Ramsbecker Schichten“ durchzogen. Der Wald im NSG ist aus einer niederwaldartigen Nutzung hervorgegangen und bietet hierdurch sowie durch vorhandene Altholzanteile ein vielfältiges Lebensraumangebot für die Fauna der ursprünglich weit im  Planungsraum verbreiteten Hainsimsen-Buchenwälder. Seine Strukturvielfalt hebt das Gebiet von ähnlichen Laubholzbeständen in der Umgebung ab, obwohl bereits kleine Fichtenanteile vorhanden sind.
Der Landschaftsplan führt zum Wert des NSG auf: „Es ist von einer historisch kontinuierlichen (Buchen-) Waldnutzung des Gebietes auszugehen, die aufgrund der Felsanteile und Flachgründigkeit der Fläche nicht in die früher umgebende landwirtschaftliche Nutzung einbezogen wurde. Für diese Lebensgemeinschaft kommt dem Gebiet eine lokale Bedeutung zu in einer Lage, die in der unmittelbaren Umgebung heute durch Nadelholz-Sonderkulturen auf „besseren“ Standorten geprägt ist.“

## Schutzzweck
Zum Schutzzweck des NSG führt der Landschaftsplan auf: „Erhaltung eines Hainsimsen-Buchenwaldes in wahrscheinlich historisch kontinuierlicher Waldnutzung, der die landschaftstypische Klimaxgesellschaft der natürlichen Vegetationsentwicklung repräsentiert und das NSG deutlich aus den umgebenden Intensivnutzungen heraushebt. Sein wuchsformen- und untergrundbedingter Strukturreichtum bietet einen rel. hohen Habitatreichtum für Kleinsäuger und andere heimischen Tiergruppen der Waldfauna.“

## Nadelholz
Im NSG ist ein Nadelholzanbau mit einem Anteil von maximal 20 % einzelstammweise, trupp-, gruppen- oder horstweise zulässig. Bei der Erstfassung des Landschaftsplanes Meschede im Jahr 1994 gab es für dieses Gebiet mindestens einen 60 %igen Laubholz-Anteils.